# Erhard Britzke

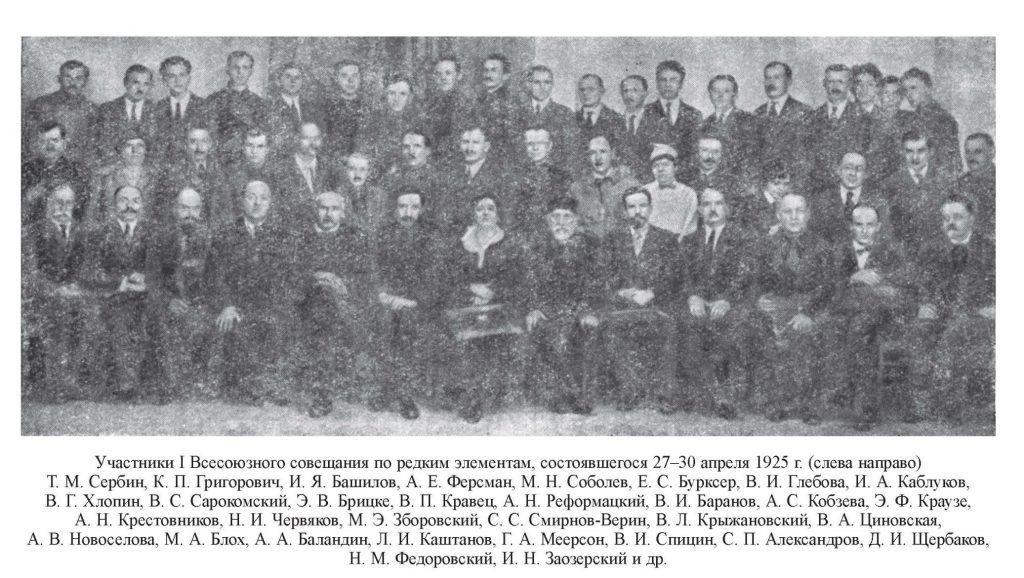
E.V. Britzke auf dem 1. All-Unions-Treffen über seltene Elemente, 1925

Erhard Viktorowitsch Britzke (russisch Эргард Викторович Брицке; * 8. Januarjul. / 20. Januar 1877greg. in Riga oder Dorpat oder Arkadak im Gouvernement Saratow; † 28. September 1953 in Moskau), auch bekannt als Edgard Britzke (russisch Эдгард Брицке), war ein deutschbaltisch-russischer Chemiker, Metallurg und Hochschullehrer.

## Leben
Britzke, Sohn des Gutsbesitzers und Agronomen Viktor Georg Britzke (1844–1903), besuchte das 3. Kasaner Gymnasium mit Abschluss 1897. Darauf studierte er an der chemischen Fakultät des Rigaer Polytechnischen Instituts mit Abschluss 1903. Noch als Student konstruierte er eine Galvanische Zelle auf der Basis von Blei, Kohlenstoffmonoxid und Kohlenstoffdioxid, für die er ein russisches Auslandspatent erhielt. Es folgten Studien im Ausland (1904–1906).
Nach seiner Rückkehr lehrte Britzke bis 1917 am Rigaer Polytechnischen Institut, zunächst als Dozent und ab 1910 als Professor. 1910 erschien auch sein erstes Buch Herstellung von Superphosphat. Während des Ersten Weltkrieges wurde er 1915 mit dem Institut nach Moskau evakuiert.
Nach der Oktoberrevolution organisierte Britzke zusammen mit J. W. Samoilow und D. N. Prjanischnikow 1919 das Forschungsinstitut für Dünger, dessen Direktor er 1923 bis 1938 war. Auch war er 1923 an der Organisation des Instituts für angewandte Metallurgie beteiligt.
Daneben lehrte Britzke am Moskauer Institut für Volkswirtschaft (1919–1929) und an der Moskauer Technischen Hochschule (1921–1931), wo er erstmals in der UdSSR einen Lehrstuhl für Mineraldüngertechnologie und einen weiteren für Chemische Industrie einrichtete und dann leitete. Die beiden Lehrstühle wurden 1930 zusammengelegt und in das 2. Moskauer Chemisch-Technologische Institut überführt, das 1932 die Militärakademie für chemische Verteidigung wurde. Dort leitete Britzke den Lehrstuhl für Technologie der Mineralien bis 1939.
1931 wurde Britzke Korrespondierendes Mitglied der Akademie der Wissenschaften der UdSSR (AN-SSSR). 1932 gründete er die Fachzeitschrift Werkslaboratorien und wurde Vollmitglied der AN-SSSR. 1935 wurde er Mitglied der Sowjetischen Akademie für Landwirtschaftswissenschaften. 1936–1939 war er Vizepräsident der AN-SSSR.
In dem neuen Institut für Metallurgie der AN-SSSR leitete Britzke von 1939 bis zu seinem Tode die physikalisch-chemische Abteilung. Nach dem Deutsch-Sowjetischen Krieg richtete er im Institut für angewandte Metallurgie ein Wärmebehandlungslaboratorium ein, das er 1945 bis zu seinem Tode leitete. Unabhängig von P. H. Emmet klärte Britzke zusammen mit A. F. Kapustin den Einfluss der Diffusion auf die Reaktion des Rosts mit Wasserstoff auf.
Britzke war verheiratet und hatte 5 Geschwister und einen Sohn, Maximilian Britzke (1919–2000). Britzkes Grabdenkmal steht auf dem Moskauer Nowodewitschi-Friedhof.

## Ehrungen
- Leninorden
- Leninpreis (1929)
- Orden des Roten Banners der Arbeit (1929, 1944, 1949)
- Orden des Roten Sterns (1945)
- Stalinpreis I. Klasse (1942) für die Arbeit Über die Entwicklung der Volkswirtschaft des Urals unter Kriegsbedingungen